# D.O.A. (gruppo musicale canadese)
I D.O.A. sono un gruppo musicale hardcore punk di Vancouver nato nel 1978 dalle ceneri dei The Skulls. Il nome è l'acronimo del termine "Dead On Arrival", che ha un significato assimilabile al nostro "prodotto difettoso all'origine", oppure, nel gergo ospedaliero, "giunto cadavere". Spesso il gruppo è indicato come uno dei fondatori dell'hardcore, insieme a gruppi come Bad Brains e Minor Threat. Molti ritengono che l'album del gruppo Hardcore '81 sia stato fondamentale e abbia dato il nome alla seconda ondata di punk americano nota come hardcore punk. Il chitarrista e cantante Joey "Shithead" Keithley è l'unico dei componenti originali che ancora oggi suona nel gruppo (anche se il primo bassista Randy Rampage è ritornato nei DOA dopo una lunga assenza). I DOA hanno pubblicato spesso i loro album con l'etichetta di Jello Biafra, la Alternative Tentacles, oltre ad aver prodotto un album con Biafra: Last Scream of the Missing Neighbors.
I D.O.A nel tempo hanno mantenuto una posizione politica anarchica, senza compromessi, e il gruppo spesso suona per differenti cause e benefit. I temi trattati sono parecchi, tra cui l'antirazzismo, l'antiglobalizzazione, la libertà di parola, e temi ambientalisti. Sono molti i gruppi che citano i DOA tra le loro influenze musicali, tra cui i Red Hot Chili Peppers, Green Day, Rancid e The Offspring.
Uno dei fondatori del gruppo, Joe Keithley, ha ora una sua etichetta, la Sudden Death Records, che produce diversi generi musicali.

## Storia

### 1978-1993

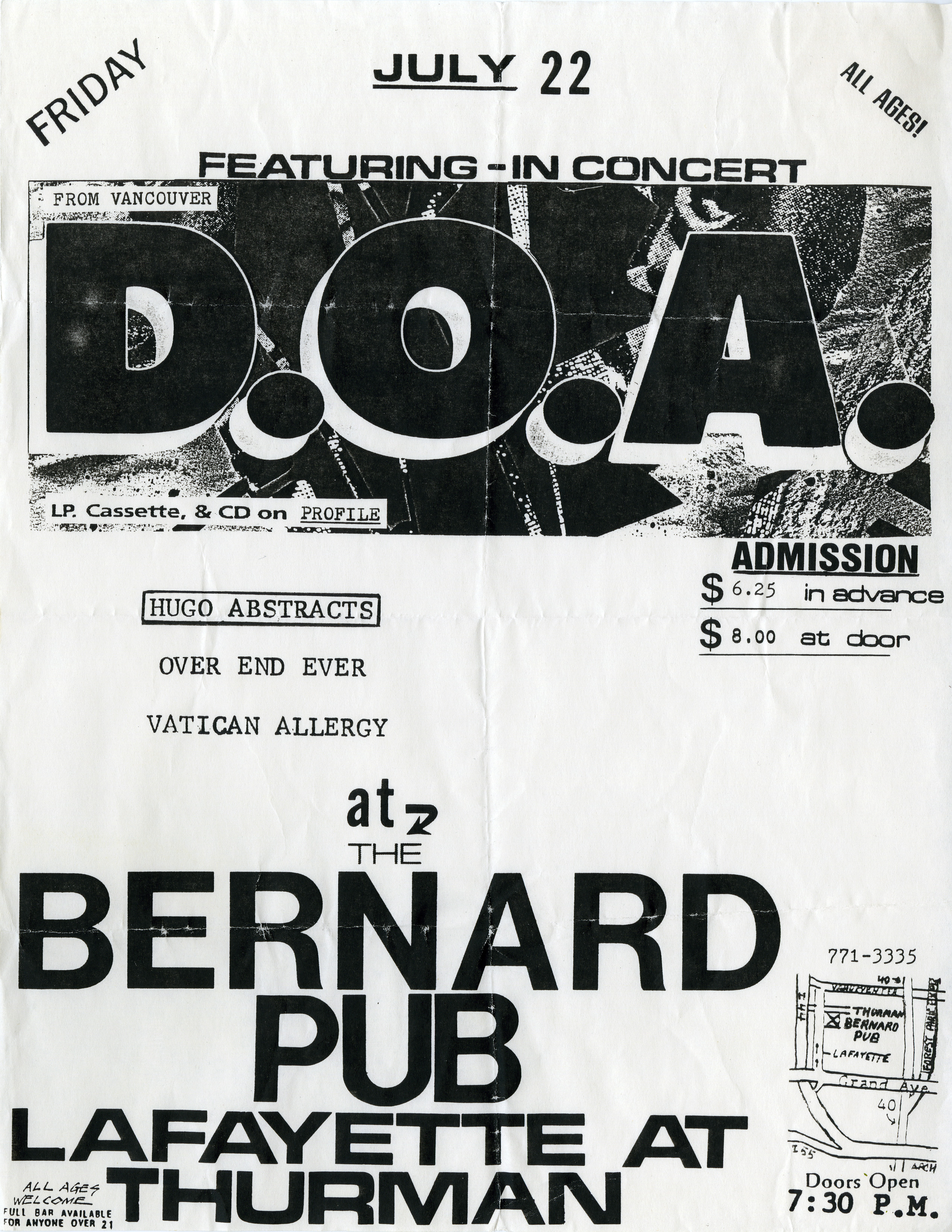
Poster di un concerto dei D.O.A.

Quando gli Skulls si sciolsero, Joey Shithead formò i D.O.A con il batterista Chuck Biscuits e il bassista Randy Rampage. La band pubblicò alcuni singoli discografici ed EP con la Sudden Death Records, e andò in tour per il nordamerica. Il sound iniziale della band era molto semplice, potente ma allo stesso tempo melodico e risentiva molto dell'influenza dei Sex Pistols e dei primi album dei Clash e dei Ramones.
Nel 1980 reclutarono un secondo chitarrista, Dave Gregg, e pubblicarono il loro primo album studio, Something Better Change su Friends Records. Questo disco fu rapidamente seguito da Hardcore '81, nel quale la band si sposta verso l'hardcore punk.
Dopo Hardcore '81 sia Chuck Biscuits sia Randy Rampage lasciarono la band e furono rimpiazzati da due ex-Skulls, Dimwit alla batteria e Wimpy Roy al basso, e Keithley rimase l'unico componente originale. Questa formazione sarebbe durata molti anni e avrebbe pubblicato molti album importanti, tra cui l'EP War on 45. In War on 45 la band introdusse influenze funk e reggae, oltre ad approfondire le tematiche pacifiste e antimperialiste. Dopo aver introdotto elementi metal nell'album del 1984 Bloodied But Unbowed, il gruppo si spostò verso l'hard rock nei due album Let's Wreck The Party e True (North) Strong And Free. Nello stesso periodo la formazione iniziò a cambiare continuamente, con Dimwit sostituito da Jon Card dopo Let's Wreck The Party e Dave Gregg rimpiazzato da Chris Prohom dopo True (North) Strong And Free.
In Murder del 1990 il gruppo ritornò ad una produzione più grezza e introdusse elementi thrash metal; a questo proposito All Music Guide dice che al tempo di questa pubblicazione, i D.O.A. erano abbastanza distanti da quelli delle origini (riferendosi all'introduzione di elementi metal). Lo stesso anno pubblicarono un album in collaborazione con Jello Biafra dei Dead Kennedys, intitolato Last Scream Of The Missing Neighbors. Dopo aver pubblicato un album live nel 1991 dal titolo Talk Minus Action = 0, il gruppo annunciò il suo scioglimento.

### Ritorno sulle scene

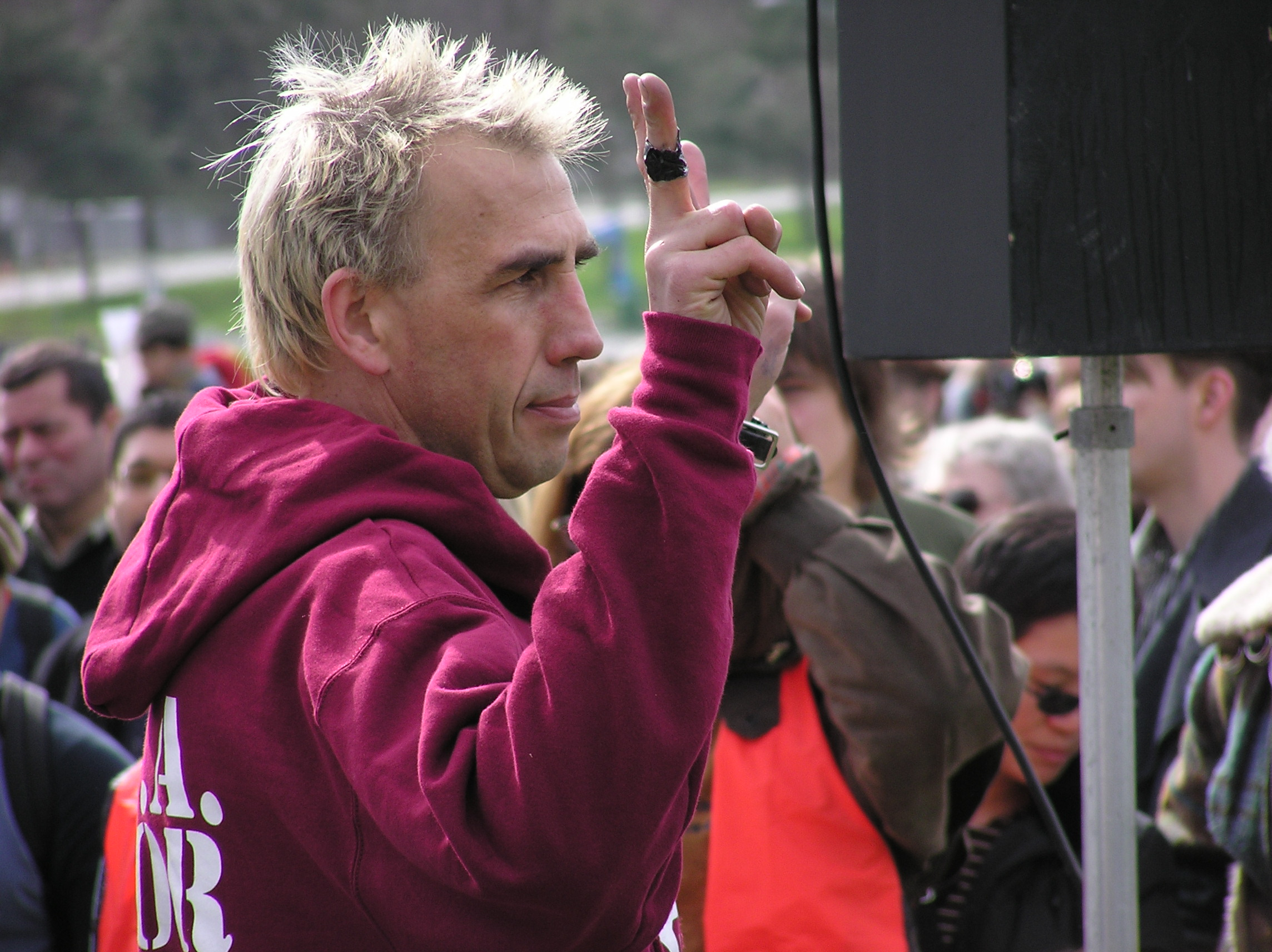
Joey Shithead in una foto recente.

Tuttavia due anni dopo Joey Shithead e Wimpy Roy si riunirono sotto il nome D.O.A con il nuovo batterista Ken Jansen. La nuova formazione registrò un EP e due album nei primi anni novanta, 13 Flavours Of Doom e Loggerheads. Questi album segnarono un ritorno alle sonorità punk degli esordi e furono prodotti dal veterano John Wright dei NoMeansNo, che suonò anche le tastiere negli album.
Una tragedia colpì la band nel 1991 quando il batterista Ken Jensen morì in un incendio domestico. Il gruppo ricordò il batterista con l'EP split Ken Jensen Memorial Single su Alternative Tentacles, registrato dai D.O.A. e dai Red Tide. La band ingaggiò Ford Pier alla chitarra e registrò The Black Spot con John Wright alla batteria.
Negli anni novanta Wimpy Roy llasciò la band dopo 15 anni e la band assistette a continui cambi di formazione, riuscendo tuttavia a pubblicare un altro album, Festival Of Atheists. Finalmente il gruppo trovò un batterista in pianta stabile intorno al 2000: The Great Baldini. Nel 2002 Keithley pubblicò il suo primo album solista Beat Trash e il bassista originale Randy Rampage rientrò nella band quasi 20 anni per Win The Battle album. Tuttavia poco dopo Rampage uscì nuovamente dalla band e fu rimpiazzato da Dan Yaremko.
Nel 2003, il sindaco di Vancouver Larry Campbell ha stabilito per il 21 dicembre il D.O.A. Day in onore del venticinquesimo anniversario della band.
Nel 2004 la band pubblicò Live Free or Die e nel 2006 Randy Rampage si riunì nuovamente al gruppo.
La formazione rimase stabile fino al 2008, quando The Great Baldini lasciò il gruppo e fu sostituito da James Hayden. Sempre nel 2008, che il produttore dei Metallica Bob Rock avrebbe prodotto l'album del trentesimo anniversario dei D.O.A. Nel settembre 2008, i D.O.A. pubblicarono Northern Avenger e iniziarono il tour del trentesimo anniversario. Durante il tour, tuttavia, Randy Rampage fu nuovamente sostituito da Dan Yaremko.

## Formazione attuale
- Joey Shithead - voce e chitarra
- Dan Yaremko - basso
- James Hayden - batteria

## Discografia

### Album in studio
- 1979 - Triumph of the Ignoroids
- 1980 - Something Better Change
- 1981 - Hardcore '81
- 1982 - War on 45
- 1984 - Bloodied But Unbowed
- 1985 - Let's Wreck the Party
- 1985 - The Dawning of a New Error
- 1987 - True (North) Strong and Free
- 1990 - Murder
- 1990 - Last Scream of the Missing Neighbors
- 1991 - Talk Minus Action Equals Zero
- 1991 - Greatest Shits
- 1992 - 13 Flavours of Doom
- 1993 - Moose Droppings
- 1993 - Loggerheads
- 1995 - The Black Spot
- 1998 - The Lost Tapes
- 1998 - Festival of Atheists
- 2002 - Beat Trash (progetto solista di Joey "Shithead" Keithley)
- 2002 - Win the Battle
- 2003 - War and Peace
- 2004 - Live Free or Die
- 2008 - Northern Avenger

### Singoli, 7"s, EP
- Disco Sucks
- The Prisoner
- World War Three
- Triumph of the Ignoroids
- White Noise Tour (bootleg)
- Positively D.O.A.
- Right to Be Wild
- General Strike
- Don't Turn Yer Back
- Expo Hurts Everyone
- It's Not Unusual
- The Only Thing Green
- Ken Jensen Memorial Single
- Sex, Drugs and Rock & Roll
- Split w/d.b.s.
- Nervous Breakdown
- Beat 'Em, Bust 'Em
- Just Play It Over and Over
- Are U Ready (split with Thor)

### Video musicali
- Driving to Hell and Back
- Behind the Cross
- We Know What You Want
- Hole In The Sky

### DVD
- Best of Flipside
- 1984 - Live at the Assassination Club
- 1986 - Warrior
- 2001 - The End
- 2003 - Greatest Shits Video
- 2007 - Smash the State

### Partecipazioni a compilation
- Vancouver Complication
- Let Them Eat Jellybeans
- Rat Music For Rat People
- Something To Believe In
- International P.E.A.C.E. Benefit Compilation
- Terminal City Ricochet soundtrack
- More Than a State of Mind
- Last Call
- Short Music for Short People
- Return of the Read Menace
- You Call This Music?! Volume 1
- Smells Like Bleach: A Punk Tribute to Nirvana
- Rock Against Bush, Vol. 1
- Canucks Punk Rock
- A Punk Tribute to Metallica
- Faster & Louder: Hardcore Punk, Vol. 1

## Libri
- I, Shithead: A Life in Punk (Arsenal Pulp Press)[8]